# Ziarnojadek białobrody
Ziarnojadek białobrody (Sporophila americana murallae) – podgatunek ziarnojadka plamoskrzydłego, małego ptaka z rodziny tanagrowatych (Thraupidae), występujący w północno-zachodniej Ameryce Południowej. W Czerwonej księdze gatunków zagrożonych IUCN zaliczany jest do kategorii najmniejszej troski (LC, Least Concern).

## Systematyka
Pierwszego naukowego opisu taksonu – na podstawie holotypu pochodzącego z okolic Morelii w departamencie Caquetá, Kolumbia – dokonał amerykański ornitolog Frank Michler Chapman w 1915 roku, nadając mu nazwę Sporophila aurita murallae. Autor uznał go za podgatunek Sporophila aurita – taksonu traktowanego obecnie jako synonim Sporophila corvina (ziarnojadka kruczego). Później był uznawany za podgatunek Sporophila americana (ziarnojadka plamoskrzydłego), ale w 2007 roku South American Classification Committee (SACC) nadał mu status odrębnego gatunku. Jednak w związku z napływem nowych informacji o zmienności w upierzeniu i rozmieszczeniu geograficznym tych ptaków, w 2022 roku SACC ponownie rozpatrzył status tego taksonu i „zdegradował” go do rangi podgatunku S. americana; decyzję tę zaakceptował IOC.

## Morfologia
Mały ptak o cechach typowych dla rodzaju Sporophila, o charakterystycznym krępym, grubym i zaokrąglonym dziobie – koloru ciemnoszarego przechodzącego w czarny. Samce są bardzo podobne do samców ziarnojadka kruczego i ziarnojadka plamoskrzydłego. Samce mają czarną głowę z białym paskiem na boku szyi zaczynającym się od czarnego karku i biegnącego do białego gardła i białych policzków z niewielkim czarnym wąsikiem poniżej kantarka. Grzbiet, skrzydła i ogon czarne z niewielkimi odcieniami szarego. Brzuch białoszary z jaśniejszym odcieniem przechodzącym w białawy w jego centralnej części z jasnymi przebarwieniami w kształcie kilku pasków wyglądających niczym łuski. Skrzydła ciemnoszare z czarnymi obrzeżami lotek z niewielką białawą plamką na środku. Nogi ciemnoszare. Upierzenie samicy jest typowe dla ziarnojadków, w zasadzie nie wyróżnia się niczym od samic innych gatunków. Jest płowobrązowa, brak plamki na skrzydłach, grzbiet ciemniejszy, brzuch zdecydowanie jaśniejszy na jego centralnej części prawie białawy. Długość ciała 10 cm (inne źródło podaje 12,5 cm), masa ciała 12–13,7 g.

## Zasięg występowania
Ziarnojadek białobrody występuje na terenach położonych do wysokości 1500 m n.p.m. Jest spotykany w południowo-wschodniej Kolumbii, wschodnim Ekwadorze, północno-wschodnim Peru i w sąsiadujących z nimi zachodnich obrzeżach Brazylii. Jest gatunkiem osiadłym. Zasięg jego występowania według szacunków organizacji BirdLife International obejmuje około 1,5 mln km².

## Ekologia
Jego głównym habitatem są obrzeża wilgotnych lasów, także ponowne zalesienia oraz pastwiska z samotnymi drzewami. Żywi się głównie ziarnami traw (zwłaszcza z podrodziny prosowych) i chwastów. Spotykany jest zazwyczaj w parach, czasami w niewielkich grupach z innymi ziarnojadkami.
Rozmnażanie
Brak danych.

## Status
W Czerwonej księdze gatunków zagrożonych IUCN ziarnojadek białobrody od 2008 roku jest klasyfikowany jako gatunek najmniejszej troski (LC, Least Concern); wcześniej nie był klasyfikowany, gdyż nie uznawano go za odrębny gatunek. Wielkość populacji nie jest określona, ale ptak ten opisywany jest jako dosyć pospolity. BirdLife International podaje, że liczebność populacji przypuszczalnie ma trend wzrostowy, gdyż postępująca degradacja środowiska (lasów pierwotnych) powoduje powstanie siedlisk dogodnych dla tego gatunku.